# Leopold Mutter
Leopold Mutter (* 22. Dezember 1827 in Unteralpfen; † 27. Mai 1887 in München) war ein Altar- und Porträtbildhauer.

## Leben

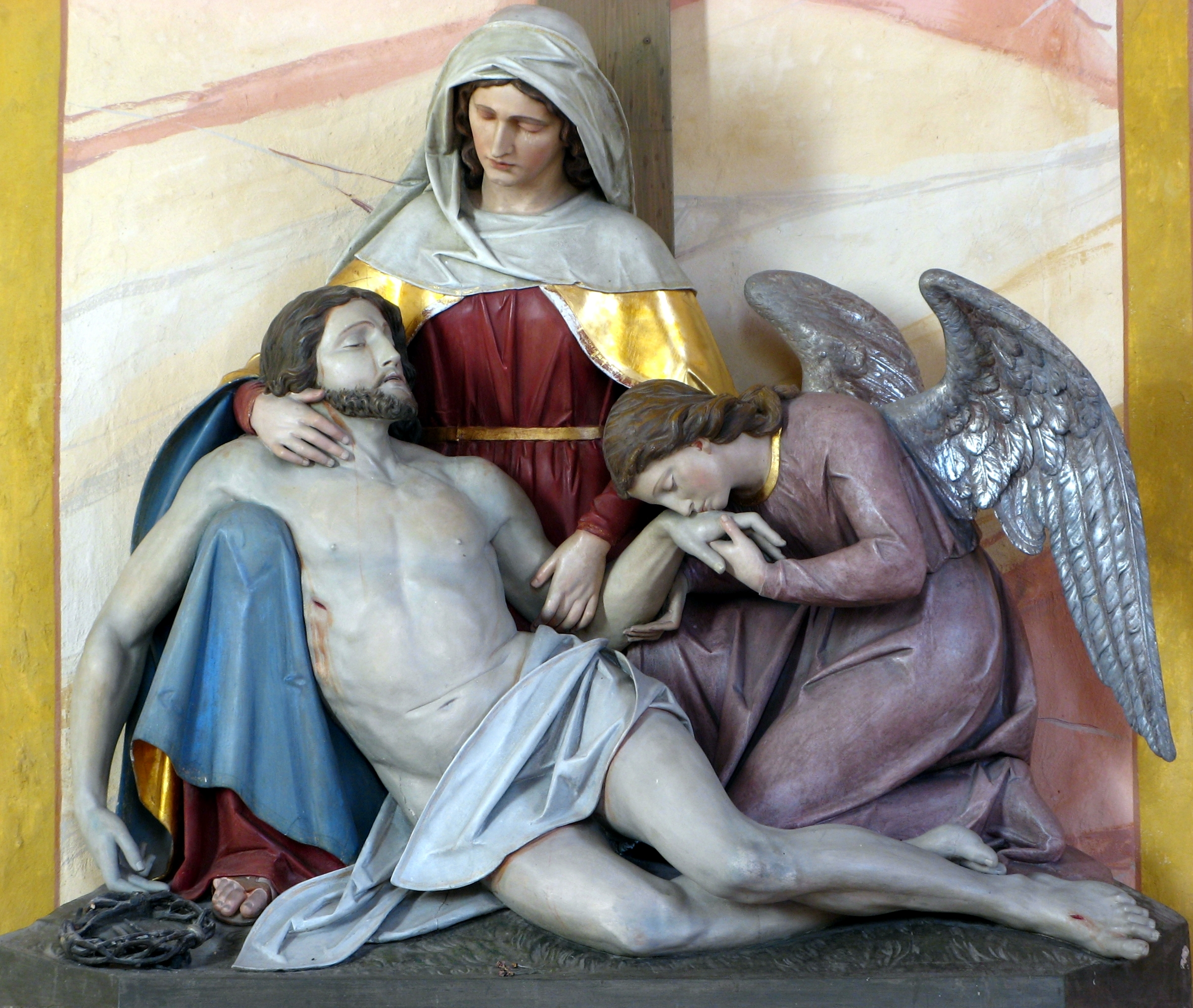
Pietà in der Kalvarienbergkapelle Weiler (1870)

Leopold Mutter war Schüler der Bildhauer Johann Petz und Ferdinand Preckle, dessen Atelier er nach dessen Tod im Jahre 1865 zugleich mit der noch unvollendeten Arbeit am Altar der Pfarrkirche in Donauwörth übernahm. Er schuf Plastiken für eine Reihe von Kirchen im süddeutschen Raum, unter anderem in Mindelheim, Breitenbrunn, Türkheim, Westerheim, der Wallfahrtskirche in Wemding und seiner Heimatstadt Unteralpfen. Er war Mitglied im 1860 gegründeten Münchner Verein für Christliche Kunst.